# Spizella pusilla
El chingolo campestre (Spizella pusilla) es una especie de ave paseriforme de la familia Passerellidae propia de América del Norte. Se reproducen en el oriente de América del Norte, y las poblaciones norteñas migran en el invierno al sur de los Estados Unidos y a México.

## Descripción
Es un gorrión entre 13 y 15 cm de longitud. Su plumaje es pardo rojizo en las partes dorsales, listado con negro, y dos barras claras en cada ala. En la corona rojiza hay algún rayado más oscuro apenas visible de cerca. Las partes ventrales son gris claro, la garganta blancuzca, y en los flancos del pecho puede haber algunos matices rojizos. Se distingue por su pico rosa brillante y la falta de contraste en la cara, que es casi uniformemente gris; sobresaliendo el anillo ocular blanco, una línea posocular rojiza, y un esbozo pardo rojizo en la zona auricular.
En época reproductiva, se distribuyen en campos semiabiertos con abundantes matorrales y en pastizales del sureste de Canadá y el este de los Estados Unidos. Las poblaciones norteñas migran en invierno al sur de Estados Unidos y al noreste de México. Las poblaciones sureñas son residentes.
Estas aves buscan alimento en el suelo o en la vegetación baja, alimentándose principalmente de insectos y semillas. Pueden formar pequeños grupos fuera de la temporada reproductiva, tanto de su misma especie como de otras del género.